# Arne Persson (militär)
För andra betydelser, se Arne Persson (olika betydelser).
Arne Algot Persson, född 24 maj 1916 i Finland, död 31 december 1971 i Täby församling i Stockholms län, var en svensk militär.

## Biografi
Persson utnämndes till löjtnant i flygvapnet 1942, varefter han befordrades till kapten 1948, till major 1959 och till överstelöjtnant 1964. Han var 1970–1971 tillförordnad chef för Roslagens flygkår (F 2). Persson är begraven på Täby kyrkogård.

## Utmärkelser
- Riddare av Svärdsorden, 1959.[8]